# Liste des plus gros succès du box-office au Japon
 (août 2025).
Cet article présente les films qui ont fait le plus grand nombre d'entrées au Japon.

## Box-office

### Liste des films ayant fait le plus d'entrées au Japon
| Titre                                                          | Réalisateur              | Année | Entrées    | Pays                   | Ref               |
| -------------------------------------------------------------- | ------------------------ | ----- | ---------- | ---------------------- | ----------------- |
| Demon Slayer: Kimetsu no Yaiba, le film : Le Train de l'Infini | Haruo Sotozaki           | 2020  | 29 250 000 | Drapeau du Japon       | [ 2 ]             |
| Le Voyage de Chihiro                                           | Hayao Miyazaki           | 2001  | 23 500 000 | Drapeau du Japon       | ,                 |
| Tokyo Olympiades                                               | Kon Ichikawa             | 1965  | 23 500 000 | Drapeau du Japon       | [ 5 ]             |
| La Reine des neiges                                            | Chris Buck, Jennifer Lee | 2013  | 20 030 000 | Drapeau des États-Unis | [ 6 ]             |
| L'Empereur Meiji et la Guerre russo-japonaise                  | Kunio Watanabe           | 1957  | 20 000 000 | Drapeau du Japon       | [ 7 ]             |
| Your Name.                                                     | Makoto Shinkai           | 2016  | 19 300 000 | Drapeau du Japon       | [ 8 ]             |
| Demon Slayer: Kimetsu no Yaiba : La Forteresse infinie         | Haruo Sotozaki           | 2025  | 18 270 000 | Drapeau du Japon       | [ 9 ]             |
| Titanic                                                        | James Cameron            | 1997  | 17 130 000 | Drapeau des États-Unis | [ 8 ]             |
| Harry Potter à l'école des sorciers                            | Chris Columbus           | 2001  | 16 200 000 | Drapeau du Royaume-Uni | [ 10 ]            |
| Le Château ambulant                                            | Hayao Miyazaki           | 2004  | 15 000 000 | Drapeau du Japon       | [ 11 ]            |
| Princesse Mononoké                                             | Hayao Miyazaki           | 1997  | 14 200 000 | Drapeau du Japon       | [ 3 ]             |
| Harry Potter et la Chambre des secrets                         | Chris Columbus           | 2002  | 14 200 000 | Drapeau du Royaume-Uni | [ 10 ]            |
| One Piece Film: Red                                            | Gorō Taniguchi           | 2022  | 14 000 000 | Drapeau du Japon       | [réf. nécessaire] |
| Ponyo sur la falaise                                           | Hayao Miyazaki           | 2008  | 12 870 000 | Drapeau du Japon       | [ 12 ]            |
| King Kong contre Godzilla                                      | Ishirō Honda             | 1962  | 12 600 000 | Drapeau du Japon       | [ 13 ]            |
| Bayside Shakedown 2                                            | Katsuyuki Motohiro       | 2003  | 12 600 000 | Drapeau du Japon       | ,                 |
| Antarctica                                                     | Koreyoshi Kurahara       | 1983  | 12 000 000 | Drapeau du Japon       | [ 16 ]            |
| Harry Potter et le Prisonnier d'Azkaban                        | Alfonso Cuarón           | 2004  | 11 000 000 | Drapeau du Royaume-Uni | [ 10 ]            |
| Les Enfants du temps                                           | Makoto Shinkai           | 2019  | 10 510 000 | Drapeau du Japon       | [ 17 ]            |
| La Reine des neiges 2                                          | Chris Buck, Jennifer Lee | 2019  | 10 440 000 | Drapeau des États-Unis | [ 17 ]            |
| Avatar                                                         | James Cameron            | 2009  | 10 100 000 | Drapeau des États-Unis | [ 18 ]            |

      *Cette couleur indique les films en cours de diffusion.

### Liste des films ayant rapporté le plus d'argent au Japon
| Titre                                                          | Réalisateur              | Année | Box-office (en ¥) | Pays                   | Ref   |
| -------------------------------------------------------------- | ------------------------ | ----- | ----------------- | ---------------------- | ----- |
| Demon Slayer: Kimetsu no Yaiba, le film : Le Train de l'Infini | Haruo Sotozaki           | 2020  | 40 750 000 000    | Drapeau du Japon       |       |
| Le Voyage de Chihiro                                           | Hayao Miyazaki           | 2001  | 31 680 000 000    | Drapeau du Japon       |       |
| Titanic                                                        | James Cameron            | 1997  | 26 200 000 000    | Drapeau des États-Unis |       |
| Demon Slayer: Kimetsu no Yaiba : La Forteresse infinie         | Haruo Sotozaki           | 2025  | 25 780 000 000    | Drapeau du Japon       | [ 9 ] |
| La Reine des neiges                                            | Chris Buck, Jennifer Lee | 2013  | 25 480 000 000    | Drapeau des États-Unis |       |
| Your Name.                                                     | Makoto Shinkai           | 2016  | 25 030 000 000    | Drapeau du Japon       |       |
| Harry Potter à l'école des sorciers                            | Chris Columbus           | 2001  | 20 300 000 000    | Drapeau du Royaume-Uni |       |
| One Piece Film: Red                                            | Gorō Taniguchi           | 2022  | 19 700 000 000    | Drapeau du Japon       |       |
| Le Château ambulant                                            | Hayao Miyazaki           | 2004  | 19 600 000 000    | Drapeau du Japon       |       |
| Princesse Mononoké                                             | Hayao Miyazaki           | 1997  | 19 300 000 000    | Drapeau du Japon       |       |
| Bayside Shakedown 2                                            | Katsuyuki Motohiro       | 2003  | 17 350 000 000    | Drapeau du Japon       |       |
| Harry Potter et la Chambre des secrets                         | Chris Columbus           | 2002  | 17 300 000 000    | Drapeau du Royaume-Uni |       |
| Avatar                                                         | James Cameron            | 2009  | 15 600 000 000    | Drapeau des États-Unis |       |
| Ponyo sur la falaise                                           | Hayao Miyazaki           | 2008  | 15 500 000 000    | Drapeau du Japon       |       |
| Les Enfants du temps                                           | Makoto Shinkai           | 2019  | 14 190 000 000    | Drapeau du Japon       |       |
| Le Dernier Samouraï                                            | Edward Zwick             | 2003  | 13 700 000 000    | Drapeau des États-Unis |       |
| E.T., l'extra-terrestre                                        | Steven Spielberg         | 1982  | 13 500 000 000    | Drapeau des États-Unis |       |
| Armageddon                                                     | Michael Bay              | 1998  | 13 500 000 000    | Drapeau des États-Unis |       |
| Harry Potter et le Prisonnier d'Azkaban                        | Alfonso Cuarón           | 2004  | 13 500 000 000    | Drapeau du Royaume-Uni |       |

      *Cette couleur indique les films en cours de diffusion.

### Liste des films d'animation japonais ayant fait le plus d'entrées au Japon
| Rang | Titre                                                          | Réalisateur          | Année | Entrées    | Pays             |
| ---- | -------------------------------------------------------------- | -------------------- | ----- | ---------- | ---------------- |
| 1    | Demon Slayer: Kimetsu no Yaiba, le film : Le Train de l'Infini | Haruo Sotozaki       | 2020  | 29 250 000 | Drapeau du Japon |
| 2    | Le Voyage de Chihiro                                           | Hayao Miyazaki       | 2001  | 23 500 000 | Drapeau du Japon |
| 3    | Your Name.                                                     | Makoto Shinkai       | 2016  | 19 300 000 | Drapeau du Japon |
| 4    | Le Château ambulant                                            | Hayao Miyazaki       | 2004  | 15 000 000 | Drapeau du Japon |
| 5    | Princesse Mononoké                                             | Hayao Miyazaki       | 1997  | 14 980 000 | Drapeau du Japon |
| 6    | One Piece Film: Red                                            | Gorō Taniguchi       | 2022  | 14 750 000 | Drapeau du Japon |
| 7    | Ponyo sur la falaise                                           | Hayao Miyazaki       | 2008  | 12 870 000 | Drapeau du Japon |
| 8    | Suzume                                                         | Makoto Shinkai       | 2022  | 11 150 000 | Drapeau du Japon |
| 9    | The First Slam Dunk                                            | Takehiko Inoue       | 2022  | 10 880 000 | Drapeau du Japon |
| 10   | Détective Conan : L'Étoile à un million de dollars             | Chika Nagaoka        | 2024  | 10 800 000 | Drapeau du Japon |
| 11   | Les Enfants du temps                                           | Makoto Shinkai       | 2019  | 10 610 000 | Drapeau du Japon |
| 12   | Détective Conan : One-eyed Flashback                           | Katsuya Shigera      | 2025  | 10 000 000 | Drapeau du Japon |
| 13   | Jujutsu Kaisen 0                                               | Park Seong-hu        | 2021  | 9 840 000  | Drapeau du Japon |
| 14   | Détective Conan : Le Sous-marin noir                           | Yuzuru Tachikawa     | 2023  | 9 790 000  | Drapeau du Japon |
| 15   | Le vent se lève                                                | Hayao Miyazaki       | 2013  | 9 500 000  | Drapeau du Japon |
| 16   | Détective Conan : Le Sous-marin noir                           | Yuzuru Tachikawa     | 2019  | 9 000 000* | Drapeau du Japon |
| 17   | Haikyū!! : La Guerre des poubelles                             | Susumu Mitsunaka     | 2024  | 8 000 000* | Drapeau du Japon |
| 18   | Arrietty : Le Petit Monde des Chapardeurs                      | Hiromasa Yonebayashi | 2010  | 7 500 000  | Drapeau du Japon |
| 19   | Détective Conan : Le Poing de saphir bleu                      | Tomoka Nagaoka       | 2019  | 7 260 000  | Drapeau du Japon |
| 20   | Détective Conan : La Fiancée de Shibuya                        | Susumu Mitsunaka     | 2022  | 7 020 000  | Drapeau du Japon |
| 21   | Rookies Final                                                  | Yūichirō Hirakawa    | 2009  | 6 950 000  | Drapeau du Japon |
| 22   | Détective Conan : L'Exécutant de Zero                          | Yuzuru Tachikawa     | 2018  | 6 880 000  | Drapeau du Japon |
| 23   | Evangelion: 3.0+1.0 Thrice Upon a Time                         | Hideaki Anno         | 2021  | 6 720 000  | Drapeau du Japon |
| 24   | Pokémon, le film : Mewtwo contre-attaque                       | Kunihiko Yuyama      | 1998  | 6 540 000  | Drapeau du Japon |
| 25   | Hana Yori Dango Final                                          | Yasuharu Ishii       | 2008  | 6 300 000  | Drapeau du Japon |
| 26   | Doraemon et moi                                                | Takashi Yamazaki     | 2014  | 6 250 000  | Drapeau du Japon |
| 27   | Le Garçon et le Héron                                          | Hayao Miyazaki       | 2023  | 6 120 000  | Drapeau du Japon |
| 28   | Les Contes de Terremer                                         | Gorō Miyazaki        | 2006  | 6 100 000  | Drapeau du Japon |
| 29   | One Piece : Z                                                  | Tatsuya Nagamine     | 2012  | 5 630 000  | Drapeau du Japon |
| 30   | Pokémon 2 : Le pouvoir est en toi                              | Kunihiko Yuyama      | 1999  | 5 600 000  | Drapeau du Japon |
| 31   | Le Royaume des chats                                           | Hiroyuki Morita      | 2002  | 5 500 000  | Drapeau du Japon |
| 32   | Détective Conan : La Balle écarlate                            | Chika Nagaoka        | 2021  | 5 480 000  | Drapeau du Japon |
| 33   | Détective Conan : La Lettre d'amour écarlate                   | Kōbun Shizuno        | 2017  | 5 350 000  | Drapeau du Japon |
| 34   | Détective Conan : Le Pire Cauchemar                            | Kōbun Shizuno        | 2016  | 5 000 000  | Drapeau du Japon |

      *Cette couleur indique les films en cours de diffusion.